# Adaptive Software Development
Adaptive Software Development ist ein Softwareentwicklungsprozess, der auf das Rapid Application Development zurückgeht. ASD ist eine Umsetzung des Prinzips der kontinuierlichen Anpassung an immer neue Anforderungen (eher der Normalzustand) und ersetzt damit das verbreitete Wasserfallmodell. Dabei wird alle vier Wochen geprüft, ob eine neu erstellte Programmversion einen Fortschritt zur Vorgängerversion darstellt. Dies geschieht gemeinsam mit dem Kunden. Zwischen jedem der Treffen werden die Phasen 'Spekulieren', 'Zusammenarbeiten' und 'Lernen' durchlaufen.